# Louie McLean

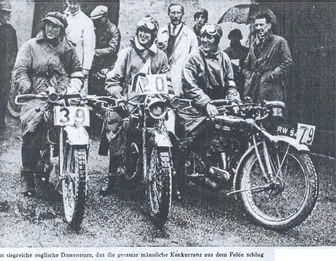
McLean (Mitte) bei den „Six Days“ 1927 mit Marjorie Cottle (links) und Edyth Foley (rechts)

Louie McLean, (* 1900 als Louie Ball; † 1932) war eine britische Motorradrennfahrerin im Geländesport. Ihren größten Erfolg hatte sie 1927 bei der 9. Internationalen Sechstagefahrt, wo sie als Teilnehmerin des britischen Frauenteams die „International Silver Vase“ gewann. Das war das einzige Frauenteam, dem dies jemals gelang.

## Leben
1900 wurde sie als Louie Ball in Birmingham geboren, wo ihr Vater einen Fahrrad- und Motorradhandel betrieb.
1915 wurde sie erstmals mit einem Artikel in der Zeitschrift „The Motor Cycle“ vorgestellt. Darin hieß es, dass sie ihrem Vater manchmal half, neue Motorräder aus der etwa 190 km entfernten Scott Motor Cycle Company zu überführen. Dazu brachte sie ihn in einer Beiwagenmaschine nach Bradford, damit er mit dem neuen Motorrad zurück nach Birmingham fahren konnte. Das Magazin druckte dazu auch eine Fotostrecke ab, auf der sie als Teenager zu sehen ist, wie sie ihrem Vater in der Garage hilft und mit dem Motorrad durch die Stadt fährt.
1926 heiratete sie ihren Rennfahrerkollegen George McLean, mit dem zusammen sie auch Rennen bestritt.
1932 starb Louie McLean bei der Geburt ihrer zweiten Tochter.

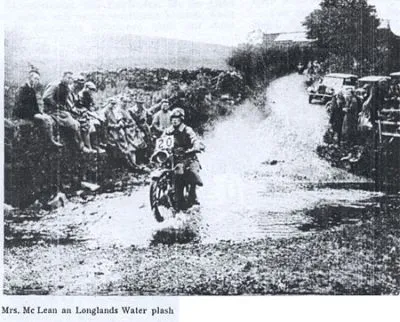
McLean bei der Durchquerung des Longlands Watersplash während der Six Days 1927

## Sport
1919 bestritt McLean auf einer Scott ihren ersten Wettkampf, den vom britischen Motorradsportverband Auto-Cycle Union (ACU) veranstalteten Stock Machine Trial.
1923 wurde sie Werksfahrerin der Scott Motor Cycle Company.
1924 erhielt sie auch Unterstützung von der James Cycle Co, die McLean eine ihrer V2-Maschinen zur Verfügung stellten.
1926 nahm sie kurz nach ihrer Hochzeit zusammen mit ihrem Ehemann George McLean an der 8. International Six Days Trial (ISDT) teil. Zusammen mit Marjorie Cottle und Edyth Foley bildete sie ein reines Frauenteam. Ihr Ehemann fuhr im BSA-Werksteam.
1927 kehrte das britische Frauenteam – obwohl die Gruppe im Vorjahres-Wettbewerb keine Plätze belegt hatte – zurück. Die 9. Internationale Sechstagefahrt fand im Lake District statt. Das Team, wieder bestehend aus McLean, Cottle und Foley, gewann die „International Silver Vase“ mit zwei Punkten Vorsprung vor dem zweitplatzierten dänischen Team. Ein niederländischer Anwalt war von der Leistung des Trios so beeindruckt, dass er eine Art Siegestour organisierte, bei der die Frauen etwa 7000 Meilen (11.000 km) durch Belgien, Frankreich, Italien, die Schweiz, Deutschland, Schweden, Norwegen, Dänemark und die Niederlande fuhren.
1928 und 1929 trat das Team bei der 10. und 11. Six Days an, konnte jedoch den Erfolg von 1927 nicht wiederholen. 1930 startete letztmals in einer Nationalmannschaft bei der Internationalen Sechstagefahrt zusammen mit Foley und Betty Lermitte.
1931 wurde Louie McLean bei den Scottish Six Days Trail mit dem Titel „Best Lady Competitor“ ausgezeichnet.